# Indiska Magasinet
Indiska Magasinet Aktiebolag is een Zweeds lifestylebedrijf opgericht in 1901 dat mode, accessoires en interieurartikelen van Scandinavisch ontwerp met invloeden uit alle hoeken van de wereld aanbiedt. De visie van Indiska Magasinet is om "in het dagelijks leven te inspireren". Indiska Magasinet heeft anno 2022 48 winkels in Zweden en Finland en een groeiende webwinkel in verschillende talen (Zweeds, Fins, Noors, Arabisch, Deens, Duits, Engels, Pools) en lokale valuta.

## Geschiedenis
In 1901 opende Mathilda Hamilton de deuren van Indiska op Regeringsgatan in Stockholm, een winkel met prachtige ornamenten uit India en het Oosten. Mathilda was een veel bereisde missionaris met een grote liefde voor India en zijn ambachtelijke tradities, en was ook nauw betrokken bij maatschappelijke kwesties en zette zich in om het leven van de meest kwetsbaren te verbeteren. Alle opbrengsten van de verkoop gingen naar de schoolactiviteiten in India.
Indiska werd in de jaren vijftig gekocht door Åke Thambert, die de winkel zijn huidige naam gaf; Indiska Magasinet. In de jaren zeventig groeide het bedrijf uit tot een landelijke winkelketen en opende in de jaren negentig ook in andere Scandinavische markten vestigingen. De kleindochter van Åke Thambert, Sofie Gunolf (1969-) nam in juni 2006 de functie van CEO over. In 2013-2014 breidde Indiska Magasinet verder uit met het openen van winkels in Duitsland en IJsland. In 2015 werd David Rönnberg benoemd tot nieuwe CEO van het bedrijf. Twee jaar later nam Karin Lindahl het stokje over als CEO en werd ook de nieuwe eigenaar van Indiska Magasinet.